# Gomidas Keumurdjian
Gomidas Keumurdjian (en arménien : ַ͔Կոմիտաս  Քէօմիւրճեան), né vers 1656 à Constantinople, tué le 5 novembre 1707 à Constantinople, également connu sous le nom de Cosma de Carbognano, est un prêtre de l'Église apostolique arménienne, converti à l'Église catholique arménienne. 
Il est considéré par l'Église catholique comme un martyr et un bienheureux, béatifié par Pie XI en 1929.

## Biographie

### Jeunesse, famille, prêtrise
Gomidas Keumurdjian naît à Constantinople vers 1656. Il est le fils d'un prêtre arménien. Il étudie auprès de l'érudit Vartabed et, avant d'être ordonné diacre, il se marie vers l'âge de vingt ans et a sept enfants. 
Comme son père, il devient lui aussi curé de l'Église apostolique arménienne ; il est responsable de l'église Saint-Georges de Galata. Ses prédications attirent un large public non seulement d'Arméniens, mais aussi de Grecs ottomans et de tellement de musulmans que Ter Gomidas doit régulièrement prêcher des sermons en langue turque. Il est également poète, auteur de poésie chrétienne, et compose en vers une paraphrase des Actes des Apôtres.
À cette époque, encouragé par des missionnaires jésuites et capucins français, un mouvement se dessine au sein des différentes Églises orthodoxes orientales et orthodoxes orientales en faveur de la réunion avec Rome. Aidé considérablement par le niveau d'éducation extrêmement élevé, enraciné à la fois dans la scolastique médiévale et dans l'humanisme de la Renaissance, qui est exigé avant l'ordination des prêtres catholiques après la Contre-Réforme, ce mouvement connaît un fort succès. Un grand nombre de chrétiens orientaux sont gagnés aux Églises catholiques orientales rien qu'à Constantinople, au point que le Dr Paul Rycaut, aumônier anglican de l'ambassadeur britannique près de la Sublime Porte, commente : « Jusqu'à présent, les Latins ont l'avantage sur les Grecs, comme la richesse l'emporte sur la pauvreté, ou l'apprentissage sur l'ignorance".

### Conversion
En 1694, à quarante ans, Ter Gomidas et sa famille se convertissent à l'Église catholique arménienne. Avec ses confrères prêtres Mekhitar Sebastatsi et Khatchatour Arakelian, Ter Gomidas devient rapidement une des forces motrices du mouvement catholique oriental parmi les Arméniens ottomans.
Même si les prêtres et laïcs arméniens catholiques et monophysites servent et fréquentent côte à côte les mêmes paroisses, la croissance constante des Églises catholiques orientales provoque une intense persécution religieuse anti-catholique de la part de l'État ottoman sur l'insistance des hiérarques de Églises orthodoxes orientales. Cela s'intensifie de manière assez radicale contre les Arméniens catholiques lorsqu'Avedik Ier, le patriarche arménien de Constantinople destitué depuis peu, est enlevé en 1706 sur ordre de Charles de Ferriol, ambassadeur de France à la Sublime Porte. Le patriarche Avedik, proposé depuis comme suspect du célèbre Homme au masque de fer, serait introduit clandestinement à Marseille puis incarcéré au Mont-Saint-Michel et à la Bastille, pour lèse-majesté contre le roi Louis XIV.
Pendant ce temps, le comte de Ferriol prévient plusieurs fois Ter Gomidas que sa vie est en danger et lui propose de l'aider, lui et sa famille, à s'échapper de l'Empire ottoman. Cependant, sur la base de ses propres rêves et de ceux que d'autres lui rapportent, Ter Gomidas pense que c'est la volonté de Dieu qu'il reste dans son ministère paroissial à Galata, même si cela entraîne son propre martyre.

### Martyre
Le 23 octobre 1707 au soir selon le calendrier julien, ou le 3 novembre 1707 selon le calendrier grégorien, Ter Gomidas est arrêté par le nouveau patriarche Hovhannès VII, qui ordonne aussi l'arrestation de plusieurs évêques arméniens, de 40 prêtres, et de 180 laïcs,.
Avec huit autres prêtres arméniens également soupçonnés de conversion au catholicisme, Ter Gomidas est traduit en justice devant un tribunal de millet arménien pour trahison envers le sultan et trouble à la paix du peuple arménien en devenant « Francs ». Ter Gomidas, parlant au nom du groupe, affirme qu'ils sont effectivement devenus catholiques, mais pas francs. Le catholicisme est une religion, pas une nationalité. Sa logique ne réussit pas à convaincre le tribunal et lui et les huit autres sont traduits devant le tribunal d'un Cadi turc et y sont présentés comme des traîtres.
Le Cadi est d'abord réticent à poursuivre l'affaire, jusqu'à ce que le patriarche Hovhannès VII accuse aussi Ter Gomidas d'avoir secrètement instruit puis baptisé un grand nombre de musulmans, puis d'avoir fait en sorte que le comte de Ferriol les fasse sortir clandestinement de l'Empire ottoman pour que ses convertis puissent pratiquer ouvertement leur nouvelle foi. De ce fait, Ter Gomidas est condamné à mort pour trahison envers le sultan Ahmet III et pour violation des préceptes de la charia régissant l'aide à l'apostasie. Selon la coutume de l'époque dans l'Empire ottoman, le Cadi offre à Ter Gomidas et à ses huit coaccusés prêtres une grâce totale et leur liberté en échange de leur conversion immédiate à l'islam. Les huit autres prêtres acceptent immédiatement, mais Ter Gomidas, seul, refuse en disant : « Je n'échangerai pas mon or contre votre cuivre ».
Accompagné de sa femme, de ses enfants et d'une foule de trois mille témoins, Ter Gomidas est conduit le 5 novembre 1707 en dehors de la prison vers le quartier Samatya de Constantinople. Comme beaucoup d'autres prêtres martyrs sous les Césars, Ter Gomidas est suivi jusqu'au lieu d'exécution par sa femme et ses enfants. L'épouse de Ter Gomidas l'encourage à rester ferme, tandis que sa sœur Irena supplie Ter Gomidas de ne pas endeuiller sa famille. Irena exhorte son frère à faire semblant de se convertir à l’islam, tout en restant crypto-chrétien.
Impassible, Ter Gomidas continue jusqu'à atteindre le carrefour appelé Parmak Kapu, où on lui ordonne de s'agenouiller. Ter Gomidas le fait, mais en se tournant vers Jérusalem, au grand désarroi de la foule, qui l'appelle à plusieurs reprises en vain à changer de position et à se tourner vers La Mecque. Lorsque le bourreau s'approche avec son épée dégainée et exhorte également Ter Gomidas à sauver sa vie en se convertissant à l'islam, Ter Gomidas répond : « Non, faites votre travail » et commence à réciter le Symbole de Nicée dans la langue liturgique arménienne classique. Sa prière ne cesse que lorsqu'il est décapité,.

## Postérité

### Enterrement; réactions
Après sa mort, Ter Gomidas est enterré au cimetière arménien de Constantinople, où un mnemósynon lui est offert par des prêtres grecs orthodoxes du Patriarcat œcuménique, car aucun prêtre arménien catholique n'osait sortir de sa cachette pour le faire. Son corps est ensuite réexhumé et transporté pour être vénéré au noviciat jésuite de Lyon en France, où il est perdu à l'époque de la Terreur pendant la Révolution française.
En raison des opérations secrètes du comte de Ferriol, l'historien Donald Attwater indique que Ter Gomidas est une « double victime", à la fois de la vindicte de ses ennemis et du peu de scrupules de ses amis, car les intrigues de Ferriol ont fourni le prétexte aux premiers, mais il ajoute que sinon ils auraient sans doute trouvé d’autres prétextes.
L'exécution de Ter Gomidas provoque cependant une telle indignation même parmi les Arméniens monophysites que le comte de Ferriol peut faire en sorte, en corrompant des courtisans et des fonctionnaires du sultan, que le patriarche Hovhannes soit destitué et remplacé par le patriarche Sahag Ier, connu pour être plus modéré. La persécution des Arméniens catholiques cesse alors, mais temporairement seulement.
Selon Donald Attwater, pour encourager le mouvement catholique parmi les Arméniens ottomans, le Saint-Siège aurait accordé le privilège très rare de la communicatio in sacris entre les Églises apostolique catholique et arménienne, en espérant que l'acceptation du Concile de Chalcédoine, du Concile de Florence et la pleine communion pourraient finalement être réalisées. Mais la reprise de la persécution religieuse des Arméniens catholiques par l'Église apostolique arménienne et la maison d'Osman rend finalement cela impossible. Pour cette raison, un patriarcat catholique spécifique est institué, Abraham Petros Ier Ardzivian devient en 1742 le premier patriarche de Cilicie et chef de l'Église arménienne catholique.
Un de ses fils, Jean de Carbognano (v.1706-1763), devenu orphelin, est recueilli et éduqué par des missionnaires de rite latin. Il entre au service du royaume de Naples comme drogman. Son propre fils, Cosimo de Carbognano (1749-1807), entre à son tour au service du royaume de Naples, puis plus tard du roi d'Espagne et devient chevalier de l'ordre de l'Eperon d'Or. Il publia en latin les principes de la grammaire turque à l'usage des missionnaires catholiques de l'Empire ottoman.

### Béatification
Le jour anniversaire du martyre du bienheureux Gomidas est commémoré chaque année par une procession religieuse jusqu'au lieu de sa mort, jusqu'à ce que le génocide arménien détruise à partir de 1915 la communauté arménienne catholique historiquement importante à Istanbul. Le pape Pie XI béatifie Gomidas Keumurdjian le 23 juin 1929 ; la fête du bienheureux Gomidas Keumurdjian est célébrée chaque année le 5 novembre.
Le martyrologe romain célèbre Gomidas Keumurdjan dans les termes suivants : « À Constantinople, le bienheureux Gomidas Keumurdjan (Cosma da Carbognano), prêtre et martyr, qui, père de famille, né et ordonné dans l'Église arménienne, a beaucoup souffert pour avoir maintenu et propagé fermement la foi catholique professée par le Concile de Chalcédoine, et il est finalement mort décapité en récitant le symbole de Nicée ».

## liens externes
- Notices d'autorité :   - VIAF
  - LCCN
  - Israël
  - Vatican
  - WorldCat